# 昆支王
昆支王（こんきおう、？ - 477年7月）は、百済の王族。『三国史記』によれば、第21代蓋鹵王の子で22代文周王の弟であり、24代東城王の父。『日本書紀』では、蓋鹵王の弟で、東城王と武寧王の父である。昆伎、昆枝、崑枝、崑支、軍君（こにきし）。
『日本書紀』によると、雄略天皇5年（461年）、日本に人質として献上された。

## 生涯
『日本書紀』によると、雄略天皇5年（461年）4月、兄の加須利君（蓋鹵王）により日本に遣わされた。その際、蓋鹵王の夫人を一人賜り、身籠っていたその夫人が6月に筑紫の各羅嶋（加唐島）で男児を産んだ。この男児は嶋君（斯麻）と名付けられて、母子ともに百済に送り返され、後の武寧王となった。7月宮廷に入ったが、この時既に5人の子があった。雄略天皇23年（479年）4月、百済の文斤王（三斤王）が急死したため、昆支王の5人の子供のなかで、第2子の末多王が幼少ながら聡明だったので、天皇は筑紫の軍士500人を付けて末多王を百済に帰国させ、王位につけた。これが東城王である、という。
『新撰姓氏録』では、飛鳥戸氏の祖とされ、大阪府羽曳野市の飛鳥戸神社に祭神として祀られている。
『三国史記』の 百済本紀文周王には、文周王3年（477年）4月に「王の弟の昆支を拝し内臣佐平と為す」とあるが、同年7月に「内臣佐平の昆支卒す」とある。
『宋書』百済伝に、百済王余慶（蓋鹵王）が大明2年（458年）に宋に上表文を提出し、百済の将軍11名が宋から将軍号を認められているが、その中の征虜将軍の号を受けた左賢王余昆を、昆支王と同一人物とする説もある。

## 昆支王の王妃の出自
朝鮮古代史学者の盧重国、金鉉球、洪性和（朝鮮語: 홍성화、建国大学）、金起燮（朝鮮語: 김기섭、公州大学）など韓国の研究者たちは、百済の第18代の王・腆支王の王妃である八須夫人は倭人だったと主張しており、関連して、金鉉球などは、昆支王、東城王、武寧王の王妃も倭人であり、倭国王家が政策的に婚姻させたと主張している。

## 遺跡
関連する遺跡として、高井田山古墳（大阪府柏原市）では初期横穴式石室の採用や武寧王陵出土例に似る火熨斗の出土が認められることから、5世紀後半頃の王族級百済系渡来人の墓と推定されており、昆支が日本で死去したとすればその墓とする説が挙げられている。

## 家系
- 祖父か父：毗有王
- 父か兄：蓋鹵王
  - 兄か甥：文周王
  - 子：東城王
  - 子か孫：武寧王